# Bernezzo
Bernezzo – miejscowość i gmina we Włoszech, w regionie Piemont, w prowincji Cuneo.
Według danych na rok 2004 gminę zamieszkiwało 3009 osób, 120,4 os./km².